# مایدان، شهرستان خروبیشوف
مایدان (به لهستانی: Majdan) یک روستا در منطقه اداری گمینا دووخوبچوو واقع در شهرستان خروبیشوف استان لوبلین در شرق کشور لهستان و نزدیکی مرز اوکراین است. این روستا در ۱۵ کیلومتری جنوب دووخوبچوو، ۴۰ کیلومتری جنوب خروبیشوو و ۱۳۱ کیلومتری جنوب شرقی شهر مرکزی استان به نام لوبلین قرار دارد. مایدان ۱۵۰ نفر جمعیت دارد.